# Franska Mauretanien
Franska Mauretanien var en fransk koloni och en del av Franska Västafrika.
Den hade en befolkning på 522 559 invånare (1949), därav endast 267 fransmän. I stort sett tillhör Mauretanien Sahara, med obetydlig nederbörd (250—100 mm eller därunder årligen). Huvudnäringen var boskapsskötsel, baserad på god tillgång på betesmarker. Exportartiklar var jordnötter, hudar, fisk, salt och dadlar. Befolkningen var till största delen maurer, ett berbisk-arabiskt, nomadiserande bland folk. Järnvägar saknades. Förvaltningscentrum var den lilla hamnorten Port-Étienne.
Mauretanien blev ett franskt protektorat 1903 och koloni 1920. Mauretanien sände en representant till vardera franska nationalförsamlingen, republikens råd och unionsförsamlingen.

## Källa
- Mauretanien i Nordisk familjebok (fjärde upplagan, 1951)